# Malimbus racheliae
Malimbus racheliae là một loài chim trong họ Ploceidae.